# Nescafé Dolce Gusto

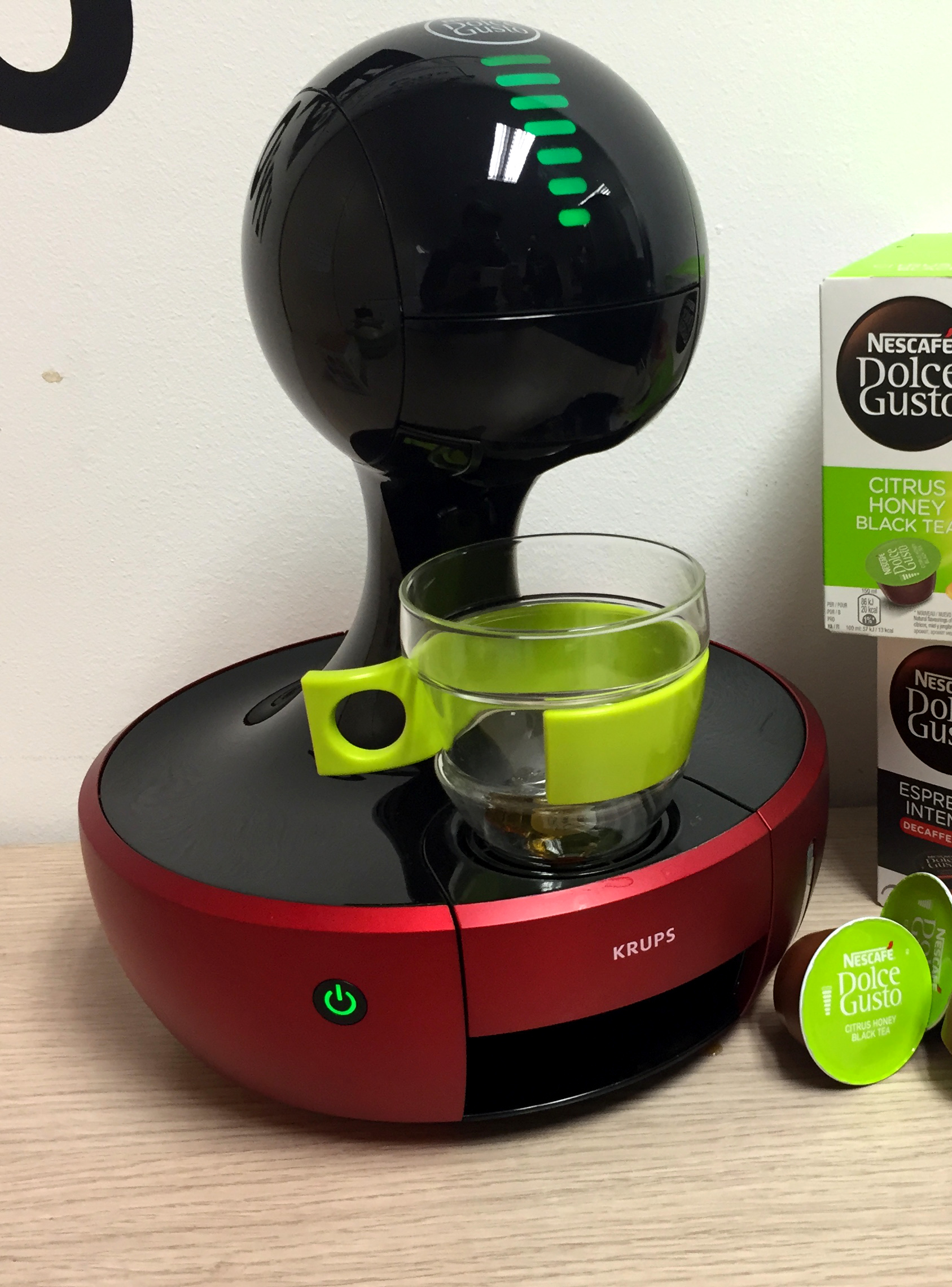
Cafetera y cápsulas de NESCAFÉ® Dolce Gusto®

Nescafé Dolce Gusto es una marca del grupo Nestlé que se dedica a la comercialización de cápsulas de café, té y otras bebidas, así como cafeteras diseñadas especialmente para ser compatibles con su sistema de cápsulas. Tiene presencia en España y en 36 países de Europa, 15 países de Latinoamérica, Estados Unidos y Canadá, 17 países asiáticos, Marruecos, Sudáfrica, Australia y Nueva Zelanda.

## Historia
La primera planta de producción de Nescafé Dolce Gusto se instaló en el Reino Unido en 2006. 
En 2009 se instaló en Gerona la planta de producción de cápsulas más grande de Europa, que actualmente procesa 80 000 toneladas de café verde y maneja el 1 % de la producción mundial de café.

## Productos

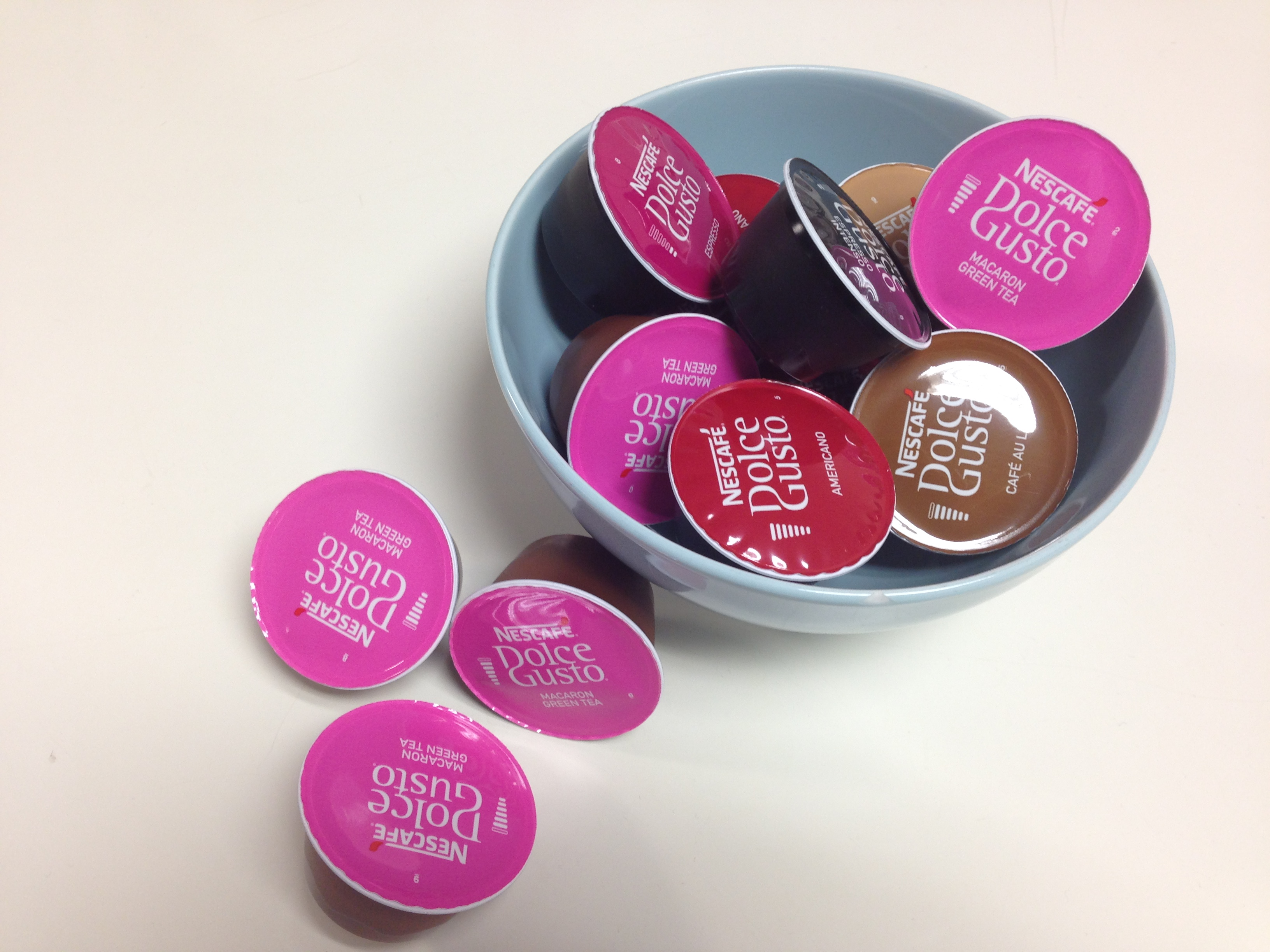
Surtido de cápsulas NESCAFÉ® Dolce Gusto®

Nescafé Dolce Gusto comercializa cápsulas de café de 14 tipos, así como café con leche, cortado, capuchino, chocolate, 5 variedades de té y Nestea.
También distribuye cafeteras diseñadas para ser compatibles con su sistema de cápsulas. Estas cafeteras son producidas por Krupps (marca del Groupe SEB) y De'Longhi.

## Reciclaje y cápsulas compatibles
La empresa cuenta con un programa de reciclaje con el que ofrece la capacidad de reciclar el 80 % de las cápsulas producidas en todo el mundo, y cuenta con 14.000 puntos de recogida de cápsulas en 31 países.

Existen también cápsulas compatibles con el sistema Dolce Gusto de otras marcas y cápsulas recargables para las cafeteras Dolce Gusto.